# Festival international du film fantastique d'Avoriaz 1975
Le Festival international du film fantastique d'Avoriaz 1975 est la 3e édition du Festival international du film fantastique d'Avoriaz.

## Jury
- Roman Polanski (président)
- René Barjavel
- Jean-Louis Bory
- César
- Claude Chabrol
- Costa-Gavras
- Serge Gainsbourg
- Paul Guimard
- Bernadette Lafont
- Édouard Molinaro
- Jacques Monory
- Jean-Jacques Pauvert
- Françoise Sagan
- Roger Vadim

## Sélection

### Compétition
- À cause d'un assassinat (The Parallax View) d'Alan J. Pakula ( États-Unis)
- La Belladone de la tristesse (Kanashimi no Beradona) de Eiichi Yamamoto ( Japon)
- Du sang pour Dracula (Dracula cerca sangue di vergine... e morì di sete!!!) de Paul Morrissey ( Italie- France- États-Unis)
- Enquête dans l'impossible (Man on a Swing) de Frank Perry ( États-Unis)
- Flesh Gordon de Michael Benveniste et Howard Ziehm ( États-Unis)
- Le Jeu avec le feu de Alain Robbe-Grillet ( France)
- Le monstre est vivant (It's Alive) de Larry Cohen ( États-Unis)
- Phantom of the Paradise de Brian De Palma ( États-Unis)
- Phase IV de Saul Bass ( Royaume-Uni)
- La Légende des sept vampires d'or (The Legend of the 7 Golden Vampires) de Roy Ward Baker ( Royaume-Uni- Hong Kong)

### Hors compétition
- La Bête de Walerian Borowczyk ( France)
- Histoire de fantômes (Ghost Story) de Stephen Weeks ( Royaume-Uni)
- La Messe dorée de Beni Montresor ( France -  Italie)
- Le Silence du Dr. Evans de Boudimir Metalnikov ( Union soviétique)

## Palmarès
- Grand prix : Phantom of the Paradise de Brian De Palma
- Prix spécial du jury : Le monstre est vivant de Larry Cohen et Phase IV  de Saul Bass
- Prix de la critique : À cause d'un assassinat de Alan J. Pakula